# Agyarország
Az Agyarország a Tankcsapda 2001-ben megjelent hetedik stúdióalbuma, amely az együttes történetében először már a kiadásának évében aranylemez lett. Az albumot az "Ez az a ház" dalhoz előző év végén kiadott kislemez és videóklip vezette fel. Ezenkívül a "Mindig péntek" és az "Üdvözöl a Pokol" számokhoz forgattak még klipet.
A Mahasz által az "Év hazai modern rock albumának" választott Agyarország volt az első Tankcsapda nagylemez, amelyen már Fejes Tamás dobolt.

## Az album dalai
1. Vigyetek haza! – 3:18
2. Agyarország – 4:18
3. Mindig péntek – 5:00
4. Ez az a ház – 3:32
5. Akinek látsz – 4:58
6. Föld és ég – 6:58
7. Üdvözöl a Pokol – 3:36
8. A világ disco – 4:40
9. Itt vannak a Tankok – 2:57
10. Meg kell halnom – 4:40
11. Nem ver át – 3:10
12. Aki nem vak – 4:42
13. Megkapod, ami jár – 8:06  (A dal 2:31-ig tart. Utána 3 perc csönd után 5:29-től egy rejtett számot hallhatunk.)

## Közreműködők
- Lukács László – basszusgitár, ének
- Molnár "Cseresznye" Levente – gitár
- Fejes Tamás – dobok

## Helyezések

### Albumlisták
| Lista (2001)                            | Helyezés |
| --------------------------------------- | -------- |
| Magyarország (MAHASZ Top 40 albumlista) | 1        |

### Eladási minősítések
| Ország       | Eladási minősítés (2001) | Példányszám |
| ------------ | ------------------------ | ----------- |
| Magyarország | arany                    | 25.000+     |

| Ország       | Eladási minősítés (2013) | Példányszám |
| ------------ | ------------------------ | ----------- |
| Magyarország | platina                  | 4.000+      |